# 窪薗晴夫
窪薗 晴夫（くぼぞの はるお、1957年〈昭和32年〉3月- ）は、日本の言語学者。専門は音声学・音韻論。国立国語研究所名誉教授。
英語への興味から研究生活を始めたものの、イギリス留学時代の「母語である日本語のことをほとんど知らない」という体験によって、日本語への探求へと研究対象を変えてゆくこととなる。日本語のピッチアクセント、連濁、促音、イントネーションの研究などで有名。近年は母方言である鹿児島方言の調査や借用語の促音挿入問題を中心に、言語接触による言語変化についての研究を行っている。一般向けの著作も多数あり、国際学会なども積極的に開催している。

## 経歴
鹿児島県薩摩川内市出身。
1975年鹿児島県立川内高等学校卒業。1979年大阪外国語大学（現在の大阪大学外国語学部）英語学科卒業。1981年名古屋大学大学院文学研究科博士前期課程修了。
イギリスのエジンバラ大学大学院留学（1983年 - 1986年, Ph.D. 1988）の後、南山大学助教授、大阪外国語大学助教授、神戸大学大学院人文学研究科教授を経て、国立国語研究所教授（～2022年3月）。
神戸大学および国立国語研究所から名誉教授の称号を受ける。
2015年4月～2018年3月、日本言語学会会長。日本学術会議連携会員。

## 受賞歴
- 1995年 - 市河三喜賞受賞
- 1997年 - 第25回金田一京助博士記念賞受賞[3]
- 2018年 ‐ 2017年度早稲田大学ティーチングアワード総長賞

## 著書

### 単著
- The organization of Japanese prosody. Kuroshio Publishers. (1993). ISBN 9784874240823
- 『語形成と音韻構造』くろしお出版、1995年5月。ISBN 9784874240991。
- 『音声学・音韻論』くろしお出版〈日英語対照による英語学演習シリーズ 1〉、1998年3月。ISBN 9784874241561。
- 『日本語の音声』岩波書店〈現代言語学入門 2〉、1999年4月。ISBN 9784000066921。
- 『新語はこうして作られる』岩波書店〈もっと知りたい！日本語〉、2002年7月。ISBN 9784000068215。
- 『アクセントの法則』岩波書店〈岩波科学ライブラリー 118〉、2006年4月。ISBN 9784000074582。
- Asymmetries in phonology : an East-Asian perspective. Linguistics workshop series 8. Kurosio Publishers. (2008). ISBN 9784874244111
- 『ネーミングの言語学 ハリー・ポッターからドラゴンボールまで』開拓社〈開拓社言語・文化選書 8〉、2008年10月。ISBN 9784758925082。
- 『数字とことばの不思議な話』岩波書店〈岩波ジュニア新書 684〉、2011年6月。ISBN 9784005006847。
- Handbook of Japanese phonetics and phonology. Handbooks of Japanese language and linguistics, v.2. De Gruyter Mouton. (2015). ISBN 9781614512523
- The phonetics and phonology of geminate consonants. Oxford studies in phonology and phonetics 2. Oxford University Press. (2017). ISBN 9780198754930
- 『通じない日本語 世代差・地域差からみる言葉の不思議』平凡社〈平凡社新書 861〉、2017年12月。ISBN 9784582858617。
- 『一般言語学から見た日本語のプロソディー 鹿児島方言を中心に』くろしお出版、2021年3月。ISBN 9784874248546。

### 執筆
- 西光義弘 編「第1章 音声学・音韻論」『日英語対照による英語学概論』くろしお出版、1997年2月。ISBN 9784874241349。
  - 西光義弘 編「第1章 音声学・音韻論」『日英語対照による英語学概論』（増補版）くろしお出版、1999年1月。ISBN 9784874241691。
- 由本陽子・岸本秀樹 編「音韻規則の実在性について」『語彙の意味と文法』くろしお出版、2009年2月。ISBN 9784874244364。
- 大津由紀雄 編「ことばの曖昧性と方言」『ことばワークショップ 言語を再発見する』開拓社〈開拓社言語・文化選書 26〉、2011年6月。ISBN 9784758925266。
- 窪薗晴夫 編「どうして赤ちゃん言葉とオノマトペは似ているの？」『オノマトペの謎 ピカチュウからモフモフまで』岩波書店〈岩波科学ライブラリー 261〉、2017年5月。ISBN 9784000296618。
- 西山佑司・杉岡洋子 編「音韻論の課題」『ことばの科学 東京言語研究所開設50周年記念セミナー』開拓社、2017年9月。ISBN 9784758922487。
- 岸本秀樹 編「語形成とアクセント」『レキシコンの現代理論とその応用』くろしお出版、2019年11月。ISBN 9784874248188。

### 編著
- 『よくわかる言語学』ミネルヴァ書房〈やわらかアカデミズム・<わかる>シリーズ〉、2019年10月。ISBN 9784623086740。

### 共著
- 窪薗晴夫、溝越彰『英語の発音と英詩の韻律』英潮社〈英語学入門講座 第7巻〉、1992年8月。ISBN 9784268000316。
- 窪薗晴夫、太田聡 著、中右実 編『音韻構造とアクセント』研究社出版〈日英語比較選書 10〉、1998年2月。ISBN 9784327260101。
- 田窪行則、前川喜久雄、窪薗晴夫、本多清志、白井克彦、中川聖一『音声』岩波書店〈岩波講座言語の科学 2〉、1998年5月。ISBN 9784000108522。
- 田中真一、窪薗晴夫『日本語の発音教室 理論と練習』くろしお出版、1999年10月。ISBN 9784874241769。
- 窪薗晴夫、本間猛『音節とモーラ』研究社〈英語学モノグラフシリーズ 15〉、2002年4月。ISBN 9784327257156。
- 大津由紀雄、窪薗晴夫『ことばの力を育む』慶應義塾大学出版会、2008年4月。ISBN 9784766414714。
- 木部暢子、窪薗晴夫、下地賀代子、ローレンス・ウエイン、松森晶子、竹田晃子『消滅危機方言の調査・保存のための総合的研究 喜界島方言調査報告書』国立国語研究所〈国立国語研究所共同研究報告 11-1〉、2011年8月。ISBN 9784906055135。
- 窪薗晴夫、竝木崇康、小野尚之、杉本孝司、吉村あき子 著、三原健一・高見健一 編『日英対照 英語学の基礎』くろしお出版、2013年11月。ISBN 9784874246009。

### 共編
- Tonal change and neutralization. Phonology and phonetics, v.27. edited by Haruo Kubozono, Mikio Giriko. De Gruyter Mouton. (2018). ISBN 9783110564600
- 池内正幸・窪薗晴夫・小菅和也 編『英語学を英語授業に活かす 市河賞の精神を受け継いで』開拓社、2018年9月。ISBN 9784758922593。
- 窪薗晴夫・木部暢子・高木千恵 編『鹿児島県甑島方言からみる文法の諸相』くろしお出版、2019年2月。ISBN 9784874247860。
- 窪薗晴夫・野田尚史・プラシャント パルデシ・松本曜 編『日本語研究と言語理論から見た言語類型論』開拓社、2021年2月。ISBN 9784758922982。
- Prosody and prosodic interfaces. Oxford studies in phonology and phonetics 6. edited by Haruo Kubozono, Junko Ito, Armin Mester. Oxford University Press. (2022). ISBN 9780198869740
- 窪薗晴夫・守本真帆 編『プロソディー研究の新展開』開拓社、2022年2月。ISBN 9784758923637。
- 窪薗晴夫・朝日祥之 編『言語コミュニケーションの多様性』くろしお出版、2022年3月。ISBN 9784874248942。